# 金荣焕
金荣焕（韓語：김영환、1955年5月27日—），大韓民國保守派政治人物，現任忠清北道知事。

## 生平
他曾在延世大學牙医学系學習。他還參加過1980年的光州民主化運動。